# Sauromace Ier d'Ibérie
Sauromace Ier ou Saurmag Ier est le fils de Pharnabaze Ier et le second roi d'Ibérie dans le récit romancé de la Vie des Rois du K'art'li. La chronologie traditionnelle constituée par Cyrille Toumanoff, dont la valeur est contestée, le fait régner sur l'Ibérie pendant 75 ans, de 234 à 159 av. J.-C.

## Nom
Saurmag est la forme géorgienne correspondant au latin Sauromaces. Ce nom, qui se rapproche des ethnonymes Sarmates et Sauromates ("Fourrures Noires"), pourrait impliquer une parenté de ce souverain k'art'vélien avec ces populations nord-caucasiennes, peut-être par le biais de sa mère, d'après la Vie des Rois. Le nom de Sauromatès trouve, quant à lui, plusieurs attestations dans l’onomastique des rois du Bosphore Cimmérien.

## Règne légendaire
Le principal événement relatif au règne de Saurmag dans la Vie des Rois a trait à une révolte de la noblesse k’art’vélienne qui contraint le roi à trouver refuge dans les montagnes auprès des Durżuks, d’où il conduit ensuite la reconquête. Après avoir rétabli son pouvoir, Saurmag aurait institué les cultes d’Ainina et de Danina, avant de choisir un héritier issu de la lignée du héros Nebrot’ en Perse, avec laquelle le roi k’art’vélien s’était uni par une alliance matrimoniale.
Saurmag est aussi crédité par la Liste Royale I d’avoir bâti Armazi.

## Postérité
De son épouse « fille de l'erist'avi de Bardav », qualifiée de persane par le chroniqueur de la Vie des Rois, il aurait conçu deux filles. L'une aurait épousé le futur roi Mirvan Ier, fils de la tante maternelle de sa femme. L'autre aurait été mariée à son cousin anonyme l'eristavi d'Egrisi, un fils de K’uǰi. 
Saurmag désigne comme successeur son gendre Mirvan Ier, qui règne après lui.   